# Beaverton
Beaverton es una ciudad en el condado de Washington, Oregón, Estados Unidos, ubicado a once kilómetros al oeste de Portland en el valle del Río Tualatin. Desde 2007, se estima que su población es 86.750, casi un 14 % más que la cifra de 76.129 del censo de 2000. Esta población hace a Beaverton la segunda ciudad más grande en el condado y sexta más grande en Oregón.

## Historia
Según Oregon Geographic Names (Nombres geográficos de Oregón), Beaverton consiguió su nombre debido a la proximidad del asentamiento a un cuerpo de agua grande que resultó debido a las presas de los castores.
Originalmente, una tribu nativa americana llamada el Atfalati habitaba el área del Valle Tualatin que se convirtió en Beaverton. El nombre se deriva del hecho de que los colonos pronunciaran mal Atfalati. La población Atfalati disminuyó durante los finales del siglo VIII, y la tribu próspero no era dominante en el área en el siglo XIX cuando llegaron los colonos.

### sigloXIX
Muchos nativos vivían en un pueblo llamado Chakeipi, queriendo decir Lugar del castor, y los primeros colonos lo llamaron "Beaverdam". Los primeros colonos incluyeron la familia Hall de Kentucky, los Denney, quienes vivían en su tierra cerca de la Calle Scholls Ferry y Bulevar Hall actuales, y Orin S. Allen, del oeste de Nueva York, quien vivía en SW Allen y Bulevar Hall.
- 1847: Lawrence Hall (por quien Bulevar Hall se nombra) compró 2,6 km² en Beaverdam y construyó con su hermano un molino de molienda cerca de la Calle Walker actual. Tomó la primera posesión de terreno en el área.
- 1849: Thomas Denney vino al área y construyó su primer aserradero; la Calle Denny es nombrada por él.
- 1860: Un camino de traviesas de peaje de Portland a Beaverton fue edificado en Canyon Road (Calle del Cañón).
- 1868: Joshua Welsh, George Betts, Charles Angel, W. P. Watson, John Hentry y otros colonos del área diseñaron lo que ahora se llama Beaverton, esperando que pudieran traer un ferrocarril a un área que una vez fue descrita como "muchos pantanos y ciénagas vinculados por presas de castores para crear lo que parecía un lago enorme".
- 1872: George Betts, el primer jefe de la oficina de correos abrió el primer correo, en su tienda. La Calle Betts, donde el correo actual está ubicado, es nombrada en su honor.
- 1893: La ciudad de Beaverton, con una población de 400, fue incorporada oficialmente. Alonzo Cady, un empresario local, sirvió como el primer alcalde.

### sigloXX
Beaverton albergó desde muy temprano concesionarios de automóviles. Una concesión con Ford Motor Company fue establecida allí en 1915; fue comprada por Guy Carr en 1923 y a través de los años Carr la expandió en varias locaciones por todo Beaverton. 
Durante los principios de los años 1920, Beaverton fue la ubicación de Premium Picture Productions, un estudio de cine que produjo aproximadamente quince películas. Después, se convirtió este sitio en un aeródromo conocido como Watts Airport (el aeropuerto de Watts) y después como Bernard's Airport (el aeropuerto de Bernard). 
La primera biblioteca en el pueblo abrió en 1925. Originalmente situada en el segundo piso del edificio Cady, se ha trasladado muchas veces; en 2000 fue trasladada a su ubicación actual en Bulevar Hall y Quinto. 
Durante los años 1980, un sistema de ferrocarril ligero fue propuesto para vincular Beaverton con el centro de Portland como parte de los planes de Metro para el transporte de la región. En 1992, los votantes aprobaron financiación para Westside MAX; el proyecto empezó en 1994 y fue terminado en 1998, con estaciones ubicadas en la estación de Millikan Way MAX, Calle Merlo y Avenida Suroccidental 158th, Beaverton Creek, Beaverton Central, y el Centro de Tránsito de Beaverton.

### sigloXXI
En diciembre de 2004, la ciudad y el Condado de Washington declararon un "plan interino" que hará que Beaverton se convierta en la ciudad segunda más grande de Oregón, sólo inferior a Portland. El plan interino realmente cubre un período de más de diez años; desde la perspectiva del condado, el plan apoya su estrategia de tener ciudades y barrios especiales proveyendo servicios urbanos. Desde la perspectiva apoya su estrategia de anexión continuada, empezando con áreas ya rodeadas por la ciudad, dado que el derecho estatal de Oregón permite que sean anexadas sin aprobación del terrateniente. 
Nike encabezó un esfuerzo legal y presionante para no ceder a la anexión El esfuerzo de presión tuvo éxito pronto, con la Asamblea Legislativa de Oregón promulgando el proyecto de ley del Senado 887 que prohíbe que Beaveron anexe a Nike sin el consentimiento de Nike. El proyecto de ley también aplicó a la propiedad tenida por Electo Scientific Industries, Columbia Sportswear y Tektronix, y en agosto de 2008 la Junta de Apelaciones de Oregón por el Uso de Tierra falló que el proyecto también prohibió que la ciudad anexara la propiedad que pertenecía a Leupold & Stevens. (Véase abajo, bajo Economía.) Los esfuerzos de Nike para resistir la anexión han costado a los contribuyentes más de $360.000 desde 2006.
La ciudad y el condado también estuvieron de acuerdo con la terminación de los "impuestos dobles" para dueños de propiedad quienes subvencionan los servicios urbanos dados a residentes de un área no incorporada. 
Varios barrios no incorporados cerca de Beaverton, incluso algunos barrios en Portland, son afectados durante la primera década del plan, incluyendo Cedar Hills, West Slope, Raleigh Hills y Garden Home. Propiedades tenidas por el Centro Médico Providence St. Vincent y Tektronix también son afectadas.
Los barrios afectados después de la primera década del plan incluyen Bethany, Cedar Mill, y Aloha. Si todas las áreas cubiertas por el plan fueran incorporadas inmediatamente en Beaveron, la población actual de la ciudad sería 280.000.
Muchos de esos barrios se oponen a la anexión debido a los impuestos más altos y métodos de bien administrado contraversiales de Beaverton (incluyendo la aplicación secreta de cinturones de seguridad y radares fotográficos. Las peleas electorales y tribunales podrían retrasar los planes de anexión de Beaverton. 
En 2006, el equipo de béisbol Little League Murrayhill se clasificó para la Serie Mundial de Little League de 2006, el primer equipo de Oregón en tener tanto éxito desde hace 48 años. Murrayhill avanzó a los semifinales antes de perder; el juego de tercer lugar no tuvo lugar por culpa de lluvia y no fue replanificado. También, un equipo de softball menor de Beaverton fue a la Serie Mundial de 2006 en Kirkland, Washington, terminando en sexto lugar.

## Economía
Reser's Fine Foods, procesador y distribuidor de comidas recién preparadas, ha tenido su sede en Beaverton desde 1960. Leupold & Stevens, fabricante de mirillas y otros ópticos especiales, ha estado ubicado en propiedad colindante a Beaverton desde 1968. El ayuntamiento de Beaverton adoptó una ordenanza anexando esa propiedad en mayo de 2005, y Leupold & Stevens ha estado cuestionando esa acción desde entonces. El 12 de agosto de 2008, la Junta de Apelaciones de Oregón por el Uso de Tierra falló que la anexión violó una ley promulgada por la asamblea legislativa de Oregón en 2005. La ciudad puede apelar esa decisión al Tribunal de Apelaciones de Oregón, donde dos otros desafíos de Leupold & Stevens contra la decisión de anexión están pendientes. 
Beaverton es la sede mundial de Nike. Su sede está ubicada en un área excluida de los límites de la ciudad. El cruce peatonal de Cedar Hills es un centro comercial dentro de la ciudad de Beaverton. 
Como parte del Bosque de Silicio, Beaverton es la sede de varias organizaciones y compañías de tecnología, tales como:
- Los laboratorios para el desarrollo de sistemas operativos de código abierto y el
- Centro de Tecnología de Linux de IBM (anteriormente Sequent Computer Systems).[8]
- Tektronix
- Maxim Integrated Products

## Geografía
Beaverton está ubicada en 45°28′47″N 122°48′36″O / 45.47972, -122.81000 (45.479686, -122.809954).
Según la Oficina del Censo de los Estados Unidos, la ciudad cubre un área total de 42,3 km², ninguna parte de la cual está cubierta con agua. 

## Demografía
Según el censo de 2000, 76.129 personas, 30.821 hogares y 18.646 familias habitan la ciudad. La densidad de población fue 1.801,1/km². Había 32.500 unidades de viviendas con una densidad media de 768,9/km². La ciudad fue un 78,31% blanca, un 9,65% asiana, un 1,74% negra, un 0,67% amerindia, un 0,36% de los isleños del Pacífico, un 5,53% de otras razas y un 3,74% de dos o más razas. Un 11,12% de la población fueron hispánico o latino de cualquiera raza.
Había 30.821 hogares de los cuales un 32,3% tuvieron niños menores de 18 años viviendo con ellos, un 46,8% fue parejas casadas conviviendo, un 9,7% tuvo una terrateniente sin marido, y un 39,5% no fue una familia. Un 29,7% de todos hogares fue compuesto de individuos y un 7,1% tuvo alguien viviendo sólo quien tenía 65 años o más. El tamaño medio de un hogar era de 2,44 miembros y el tamaño medio de una familia era de 3,07 personas.
En la ciudad la población fue extendida con un 25% bajo la edad de 18, un 10,6% de 18 a 24, un 35,2% de 25 a 44, un 20,3% de 45 a 64 y un 9% de 65 años o más. La edad media fue 33 años. Por cada 100 mujeres había 97,5 hombres. Por cada 100 mujeres que tenían 18 años o más, había 94,9 hombres. 
Los ingresos medios para una casa en la ciudad fueron $47.963, y los ingresos medios para una familia fue $60.289. Los hombres tuvieron ingresos medios de $41.683 contra $31.204 para mujeres. La renta per cápita para la ciudad fue $25.419. Sobre un 5% de familia y un 7,8% de la población fueron bajo la línea de pobreza, incluyendo un 8,5% bajo la edad de 18 y un 6,8% de los que tenían más de 65 años.

## Educación
El Distrito Escolar de Beaverton gestiona las escuelas públicas de la ciudad.